# Гаврилов, Сергей Алексеевич
Серге́й Алексе́евич Гаври́лов (20 сентября 1914, Иваново-Вознесенск, Владимирская губерния — 21 мая 1983, Уфа) — советский конструктор в области авиационного двигателестроения, Герой Социалистического Труда, лауреат Государственной премии СССР. Заслуженный деятель науки и техники РСФСР (1974). Заслуженный деятель науки и техники Башкирской АССР (1969).

## Биография
Сергей Алексеевич Гаврилов родился 20 сентября 1914 г. в г. Иванове. Образование — высшее, в 1940 г. окончил Рыбинский авиационный институт имени Серго Орджоникидзе. Доктор технических наук.
Трудовую деятельность начал в 1934 г. техником-конструктором Рыбинского машиностроительного завода № 26. В 1941—1949 гг. работал на Уфимском моторостроительном заводе инженером-конструктором, руководителем конструкторской группы, заместителем начальника, начальником отдела. В 1949 г. назначен заместителем главного конструктора, в 1961 г. — первым заместителем, в 1962 г. — главным конструктором организации почтовый ящик № 100 (Научно-производственное предприятие «Мотор»). С сентября 1962 г. — главный конструктор Уфимского машиностроительного конструкторского бюро «Союз» Министерства авиационной промышленности СССР.
С. А. Гаврилов имел большой технический и производственный опыт, успешно решал задачи, стоящие перед коллективом конструкторского бюро. Под его руководством было создано около 30 типов авиационных двигателей для истребителей, штурмовой авиации и беспилотных летательных аппаратов различного назначения. Двигателями Р-13-300, Р13Ф-300, Р25-300 оснащались истребители МиГ-21 различных модификаций, Р-95Ш — штурмовики Су-25.
За выдающиеся достижения в разработке и освоении новой авиационной техники Указом Президиума Верховного Совета СССР от 19 декабря 1975 г С. А. Гаврилову присвоено звание Героя Социалистического Труда.
С ноября 1975 г. работал главным конструктором опытного конструкторского бюро при Уфимском моторостроительном заводе.
Лауреат Государственной премии СССР (1977).	
Заслуженный деятель науки и техники РСФСР (1974). Заслуженный деятель науки и техники Башкирской АССР (1969).
Умер 21 мая 1983 г. Похоронен в Уфе на Южном кладбище.

## Награды
- Герой Социалистического Труда (1975 )
- Награждён орденами Ленина (1971, 1975), Трудового Красного Знамени (1957, 1959, 1963), Дружбы народов (1980), «Знак Почёта» (1943), Отечественной войны II степени (1945), медалями.